# Chasmocranus peruanus
Chasmocranus peruanus är en fiskart som beskrevs av Eigenmann och Pearson 1942. Chasmocranus peruanus ingår i släktet Chasmocranus och familjen Heptapteridae. Inga underarter finns listade i Catalogue of Life.